# Lennart Frisk
John Göte Lennart Frisk, född den 14 mars 1943 i Resmo på Öland, död den 12 juni 2000 i Solberga Blackstad, Västerviks församling i Småland, var en svensk målare.
Lennart Frisk började sin konstnärliga verksamhet i början på 1970-talet, och är känd för såväl sina naturmålningar som för sina abstrakta målningar. Sin ateljé hade han i sitt hem i Solberga. Under 1980-talet hade han även en ateljé i Stockholm.
Han arrangerade, med början på tidigt 1980-tal, även ”Sommarnattskonserter” i Solberga, med bildspel, musik, dans och lyrik. Flera personer inom olika konstarter medverkade i dessa konserter: Ralph Lundsten (kompositör), Marie Jansson (koreograf) med dansare, Tommy Wadebäck (författare), Rolf Hepp (koreograf) med dansare, Birgit Wenngren (koreograf med dansare), Johan Thellman och Jörgen Petersson (ljus-ljudskapare) med flera.
Frisk är begravd på Blackstad kyrkogård.